# 方额麻蜥
方额麻蜥（学名：Eremias quadrifrons），也称四额鳞麻蜥，一种分布于中国西北地区和内蒙古和甘肃等地区的爬行动物，隶属于有鳞目蜥蜴科（正蜥科）麻蜥属。
1876年，俄罗斯学者亚历山大·施特劳赫根据采集自中国西北阿拉善沙漠地区的标本描述了本种，以其具有“四枚前额鳞”为主要特征，但有很多学者对其有效性存在争议，有学者认为本种是丽斑麻蜥（Eremias argus）或密点麻蜥（Eremias multiocellata）变异个体。
2015年发布的《中国爬行纲动物分类厘定》将本种恢复为有效种。

## 保护
本种于2023年被收录入《有重要生态、科学、社会价值的陆生野生动物名录》。